# 木門寺無際禪師亭
木門寺無際禪師亭位於四川省资阳市安岳县卧佛镇木门村，塔亭為仿木建築的無梁石亭，雕工精美，亭外套以三重檐的木構殿宇。1956年8月16日公佈為四川省第一批歷史及革命文物保護單位。1980年7月7日重新公佈為四川省第一批文物保護單位。2006年5月25日列為第六批全國重點文物保護單位。